# Петер Бішофф
Петер Бішофф (нім. Peter Bischoff, 24 березня 1904 — 1 липня 1976) — німецький яхтсмен.
Олімпійський чемпіон 1936 року в класі Зоряний.